# Chaux-des-Crotenay
Chaux-des-Crotenay er en fransk kommune i departementet Jura.
Kommunen er primært kendt for at være et af de steder, man har ment var placeringen af det mytiske slag ved Alesia, hvor Cæsar slog gallerhøvdingen Vercingetorix og underlagde sig Gallien